# Äänekoski (Verwaltungsgemeinschaft)

Lage der Verwaltungsgemeinschaft Äänekoski in Finnland

Die Verwaltungsgemeinschaft Äänekoski (finnisch Äänekosken seutukunta) ist eine von sechs Verwaltungsgemeinschaften (seutukunta) in der finnischen Landschaft Mittelfinnland und umfasste 2006 23.444 Einwohner. Zu ihr gehören folgende zwei Städte und Gemeinden:
- Konnevesi
- Äänekoski

Seit 1. Januar 2007 gehören die Gemeinden Suolahti und Sumiainen zu Äänekoski und werden daher nicht mehr eigens aufgeführt.